# 李时成 (戏曲音乐家)
李时成（1950年—），广东顺德人，中国戏曲音乐家，中国曲艺家协会原副主席、顾问，广东省曲艺家协会名誉主席。